# Preso (canción)
"Preso" es una balada escrita por el compositor español Rafael Pérez Botija e interpretada por el cantante mexicano José José. La canción fue originalmente grabada entre 1980 y lanzada posteriormente como el cuarto sencillo de su decimoséptimo álbum de Gracias (1981).

## Antecedentes y signficado
Este canción fue otra de las escritas por Botija detrás de algunos éxitos más como Me basta, Desesperado, Gavilán o paloma, Volcán entre otros.En 2007 la canción estuvo dentro de la lista de las 100 mejores canciones en español de los 80s según VH1 Latinoamérica, obteniendo la posición #50 del conteo.la intro de Violin y coro principal parecen haber sido usadas como referencia de composición en el videojuego Mother 3 en el tema "Gente Rain"
La canción habla sobre la dependencia emocional y la complejidad del amor. La letra narra la historia de un hombre que se siente atrapado en una relación amorosa que le causa sufrimiento.

## Versiones
- La Mafia (1998) en el álbum tributo Un Tributo (a José José), junto con varias bandas de rock mexicanas cantando los exitos del cantante.[8]

## Lista de canciones

### CD - Promo[9]
| Preso - Single |                        |                                    |          |  |
| N.º            | Título                 | Compositor                         | Duración |  |
| 1.             | «Preso»                | Rafael Pérez Botija                | 3:47     |  |
| 2.             | «Pero me hiciste tuyo» | Manuel Alejandro · María Alejandra | 4:14     |  |

## Posicionamiento en listas
| Lista (1990)                    | Posición |
| ------------------------------- | -------- |
| U.S. Billboard Hot Latin Tracks | 50       |
| México Top +60                  | 33       |